# Ilgar Mamédov
Ilgar Mamédov –en ruso, Ильгар Мамедов; en azerbaiyano, İlqar Məmmədov– (Bakú, 15 de noviembre de 1965) es un deportista ruso de origen azerbaiyano que compitió para la Unión Soviética en esgrima, especialista en la modalidad de florete. Está casado con la esgrimidora Yelena Jemayeva.
Participó en cuatro Juegos Olímpicos de Verano, obteniendo en total dos medallas de oro, ambas en la prueba por equipos: en Seúl 1988 (junto con Vladimer Aptsiauri, Anvar Ibraguimov, Boris Koretski y Alexandr Romankov) y en Atlanta 1996 (con Dmitri Shevchenko y Vladislav Pavlovich), además consiguió el quinto lugar en Barcelona 1992 y el octavo en Sídney 2000, también por equipos.
Ganó dos medallas en el Campeonato Mundial de Esgrima, oro en 1989 y plata en 1995, ambas en la prueba por equipos.

## Palmarés internacional
| Representando a la URSS |                          |                  |                     |
| Juegos Olímpicos        |                          |                  |                     |
| Año                     | Lugar                    | Medalla          | Prueba              |
| 1988                    | Seúl (Corea del Sur)     | Medalla de oro   | Florete por equipos |
| Campeonato Mundial      |                          |                  |                     |
| Año                     | Lugar                    | Medalla          | Prueba              |
| 1989                    | Denver (Estados Unidos)  | Medalla de oro   | Florete por equipos |
| Representando a Rusia   |                          |                  |                     |
| Juegos Olímpicos        |                          |                  |                     |
| Año                     | Lugar                    | Medalla          | Prueba              |
| 1996                    | Atlanta (Estados Unidos) | Medalla de oro   | Florete por equipos |
| Campeonato Mundial      |                          |                  |                     |
| Año                     | Lugar                    | Medalla          | Prueba              |
| 1995                    | La Haya (Países Bajos)   | Medalla de plata | Florete por equipos |